# Пальміра (селище)

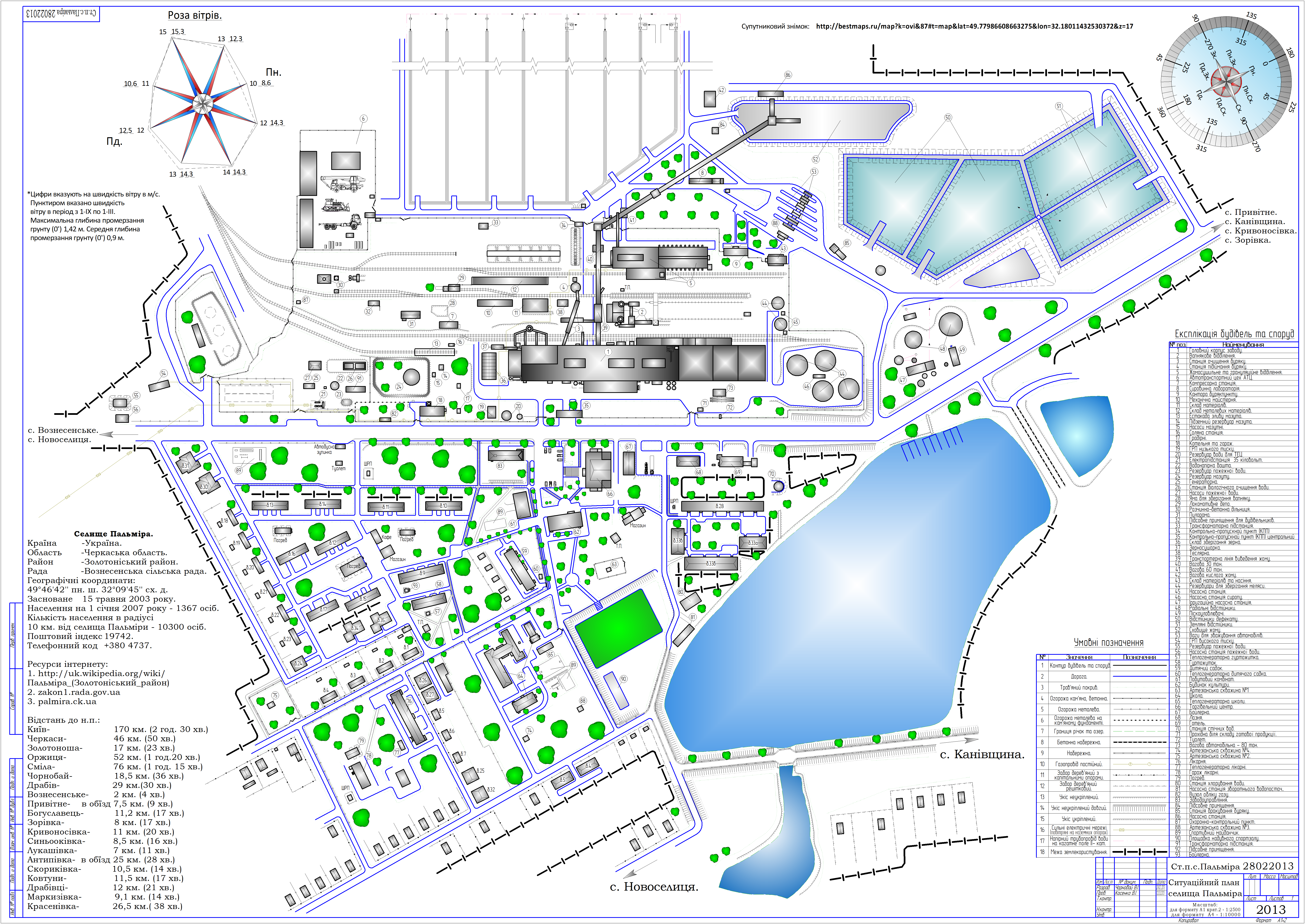
Ситуаційний план та експлікація споруд с. Пальміра

Пальмі́ра — селище в Україні, у Золотоніському районі Черкаської області, підпорядковане Вознесенській сільській громаді. 
Селище створювалося одночасно з будівництвом «Пальмірського Цукрового заводу» — який є основною його визначною пам'яткою. Пальміра знаходиться приблизно за 20 км від м. Золотоноша.

До 2003 року — селище мало назву село «Вознесенське».
15 травня 2003 року було прийняте рішення Верховної Ради України № 813-IV — Присвоїти населеному пункту Золотоніського району Черкаської області найменування — селище Пальміра. Черкаська обласна рада рішенням від 29 травня 2003 року у Золотоніському районі взяла на облік та підпорядкувала Вознесенській сільській раді новоутворений населений пункт — селище Пальміра.
У 1965 році відповідно до Постанови Ради Міністрів УРСР від 12 лютого 1963 року було розпочате будівництво цукрового заводу по проекту «Укрдіпроцукру» на базі комплексного імпортного обладнання фірми «ЦЕКОП» Польської Народної Республіки з проектною потужністю 3000 тонн переробки буряків на добу. Пальмірський цукровий завод розміщений в селі Вознесенському за півтора кілометри на північний схід від станції Пальміра Одеської залізниці на землях колишніх колгоспів «Червоний прапор» та «Шлях Леніна» загальною площею 674 га.
Із перших днів будівництва цукрозаводу велика увага приділялась створенню нормальних побутових умов для працівників. Разом із підприємством зростало упорядковане робітниче селище, яке нині налічує 476 збудованих цукрозаводом квартир з усіма зручностями, загальна житлова площа яких становить 269 тисяч квадратних метрів, 24 квартири Пальмірського відгодівельного підприємства та 36 приватних будинків. Квартири мешканців селища електрифіковані та газифіковані, забезпечені холодним водопостачанням і каналізацією, автономним газовим опаленням та гарячим водопостачанням, телефонним зв'язком і кабельним телебаченням.
До послуг мешканців селища (на 1 січня 2007 року — 1367 осіб) — Пальмірська дільнична лікарня зі стаціонарним відділенням на 10 ліжок (теоретично можливе на 60 ліжок), Пальмірська загальноосвітня школа І — III ступенів, де навчається 127 учнів 1 — 11 класів, дитсадок «Кристалик» на 87 місць, у якому виховуються 4 групи дітей віком від 1 до 6 років (65 дітей). Серед об'єктів соціальної сфери — філіали районної аптеки, районного відділення зв'язку, Будинок культури на 320 місць з бібліотекою, книжковий фонд якої становить 17,7 тисяч примірників, перукарня, взуттєва майстерня, стадіон. У селищі цукрозаводу діє «Універсам» Золотоніського районного споживчого товариства, працюють приватні магазини продуктів, промтоварів, побутової техніки, автомобільних запчастин, а також приватні їдальня, кафе і бар.
405 власників квартир мають земельні ділянки площею 0,08 га, надані їм в оренду Вознесенською сільською радою для ведення підсобного господарства, 115 мешканців селища одержали і приватизували земельні ділянки площею 0,25 га, для індивідуального будівництва неподалік селища цукрозаводу.

Супутниковий знімок. Серпень 2008 рік